# San Severo
San Severo là một đô thị thuộc tỉnh Foggia trong vùng Puglia của Ý.
Đô thị san Severo có diện tích 333  km², dân số thời điểm 21 tháng 12 năm 2006 là 55.560 người. 
Đô thị này giáp với các đô thị sau: Apricena, Foggia, Lucera, Rignano Garganico, San Marco in Lamis, San Paolo di Civitate, Torremaggiore.
Mario Carli (1888-1935), một nhà văn và ký giả là người San Secvero.